# Brogyányi Judit
Brogyányi Judit (Nagy Judit; Kassa, 1948. október 3. - Pozsony, 2006. szeptember 4.) műfordító, újságíró.

## Élete
Kassán érettségizett, majd 1972-ben a Comenius Egyetemen magyar–német szakos tanári oklevelet szerzett. 1973-ban a komáromi magyar gimnáziumban tanított. 1973–1981 között a pozsonyi Pravda Könyvkiadó magyar szerkesztőségének munkatársa, majd 1981–1983 között a Madách Könyvkiadó szerkesztője volt. 1983–1988 között szabadfoglalkozású műfordító, 1989–1991 között a Szabad Földműves, 1991–1995 között az Új Szó munkatársa, majd ismét szabadfoglalkozású műfordító és újságíró.

## Elismerései
- 1986 Madách-díj (Volt egyszer egy mesterség c. fordításért)

## Fordításai
- František Skorunka: Én, a te felebarátod, 1982 (tsz. Kopasz Csilla)
- Mitrovicei Vratislav Vencel viszontagságai, 1982
- Karolina Světlá: Frantina, 1984
- Vladimír Ferko: Volt egyszer egy mesterség, 1985
- Marie Kubátová: A boldogság receptje, 1986
- Štefan Holčík: Pozsonyi koronázási ünnepségek, 1986, 1988
- Ladislav Novomeský: Az időszerűség időtlensége, 1989
- Miroslav Kusý: Szlovák vagyok, szlovák leszek, 1993 (többekkel)

Fordított színműveket is (Peter Karvaš: Gyönyörök kedden éjfél után, 1989; Yo város patriótái, 1989).